# 53W53
Le 53 West 53rd, également appelé tour de Verre, est un gratte-ciel américain de 320 mètres à New York, dessiné par les ateliers de Jean Nouvel. En développement depuis 2006, la construction a commencé en fin 2014 et la structure extérieure a été posée en 2018. En hauteur il est le septième gratte-ciel de la ville en 2019.
Cette tour de 75 étages contient 139 résidences et abrite sur trois niveaux une nouvelle aile du MOMA, qui est contigu. Les appartements y coûtent entre trois et plus de soixante millions de dollars,,.
La construction a longtemps été retardée par le manque de 240 000 pieds carrés de droits aériens. Ceux-ci lui ont finalement été cédés par le MOMA et l'église Saint-Thomas.
La tour est équipée à son sommet d'un contrepoids de plusieurs centaines de tonnes pour offrir de la résistance aux vents.